# 오동통면
오동통면은 오뚜기에서 2005년에 출시한 라면이다. 구성과 맛 등이 농심의 너구리 라면과 비슷하며, 봉지라면과 컵라면 두 종류로 구성되어 있다. 2020년에 TV프로그램 '맛남의광장'에서 다시마 농가의 재고가 쌓인 것이 방영된 후 이를 돕고자 2020년 6월에 다시마를 한장 더 넣은 '한정판 오동통면'을 출시하기도 했다. 반응이 좋자 2020년 7월 9일에 앞으로도 계속해서 다시마를 두 장씩 넣은 오동통면을 판매하겠다고 발표했다.

## 제품
오동통면

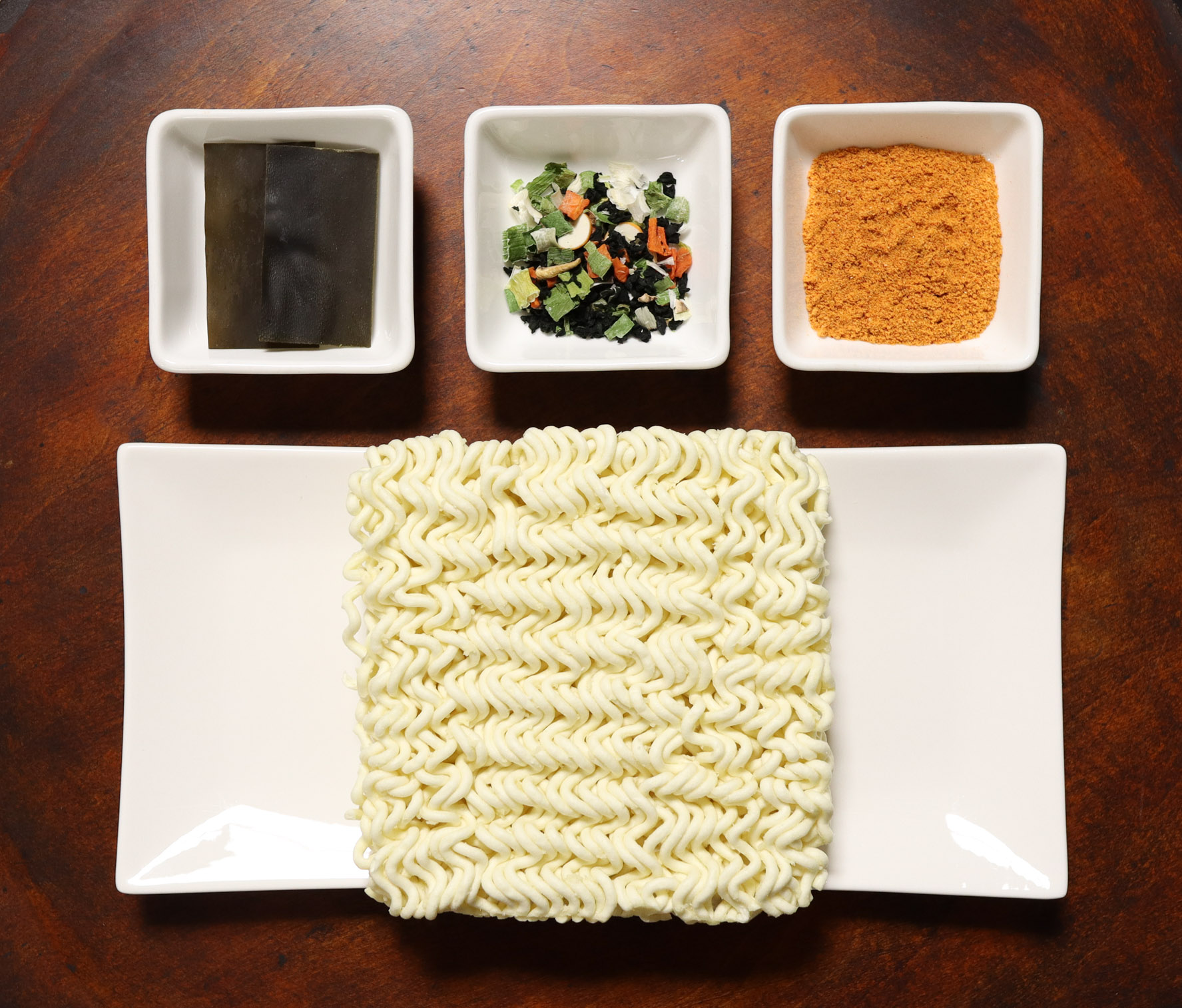
오동통면 재료
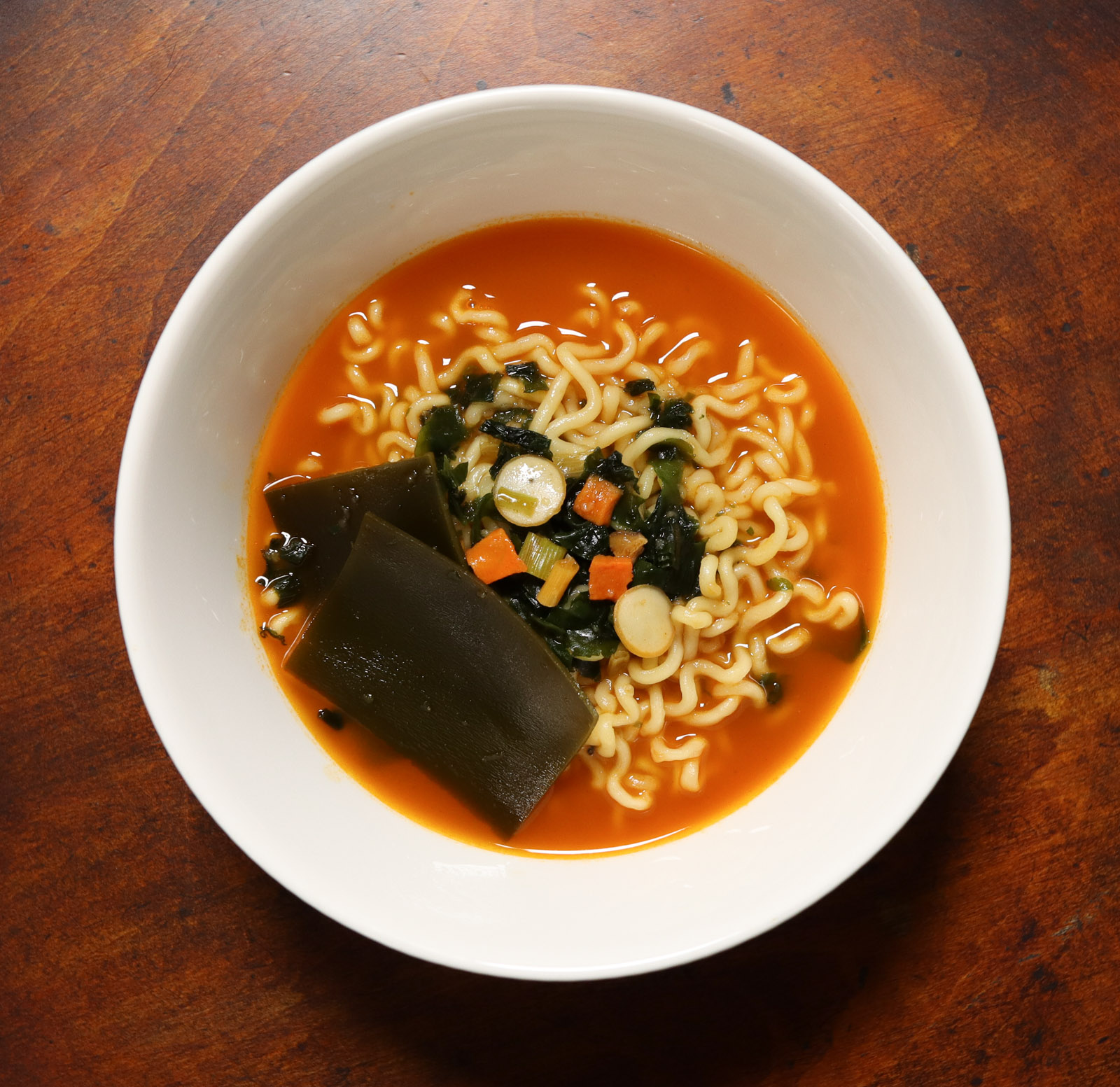
오동통면
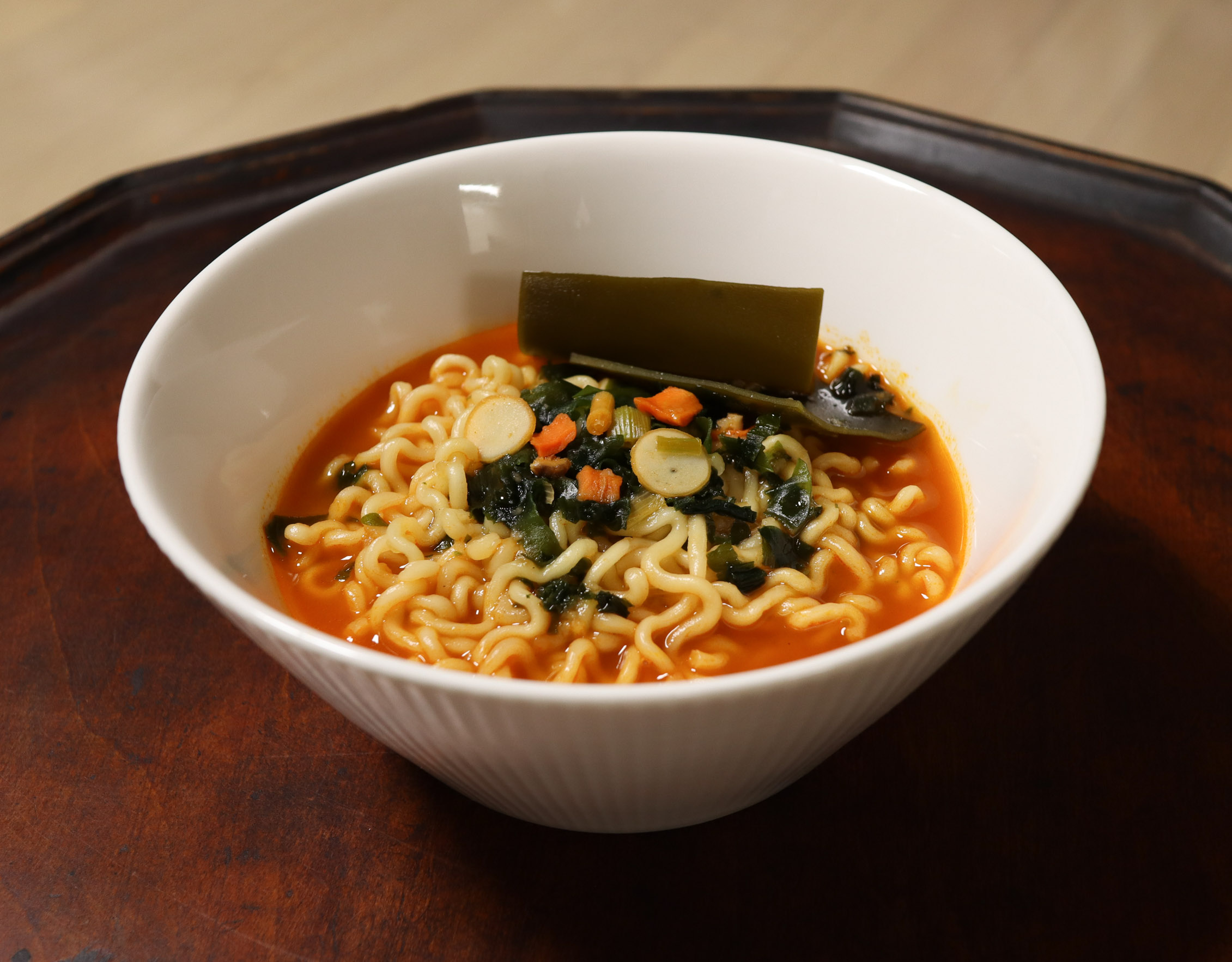
오동통면

## 같이 보기
- 오뚜기
- 너구리 (라면)